# 郑塘
郑塘，镶白旗汉军人，是一名清朝政治人物。监生出身。
郑塘曾于乾隆五十二年(1787年)接替单焘任建宁府知府一职，乾隆五十二年(1787年)由缪晖吉接任。